# Echt zandhaarmos
Echt zandhaarmos of zandhaarmos (Polytrichum juniperinum) is een soort mos uit de familie Polytrichaceae.
Het is een algemene, kosmopolitische soort die voornamelijk voorkomt in droge heide en zandverstuivingen.

## Etymologie en naamgeving
- Synoniem: Polytrichum alpestre Hoppe, P. juniperinum var. alpestre (Hoppe) Röhling, P. juniperinum var. waghornei Kindberg

De botanische naam Polytrichum is een samenstelling van Oudgrieks πολύς, polus, (veel), en θρίξ, thrix (haar), naar het dicht behaarde sporogoon.
De soortaanduiding juniperinum is afgeleid van 'juniperus', de Latijnse naam voor jeneverbes.

## Determinatie

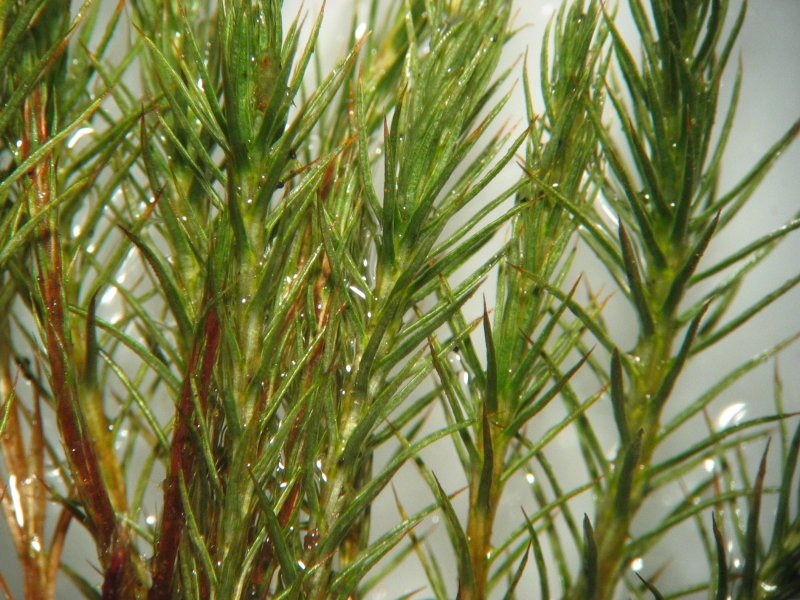
detail gametofyt

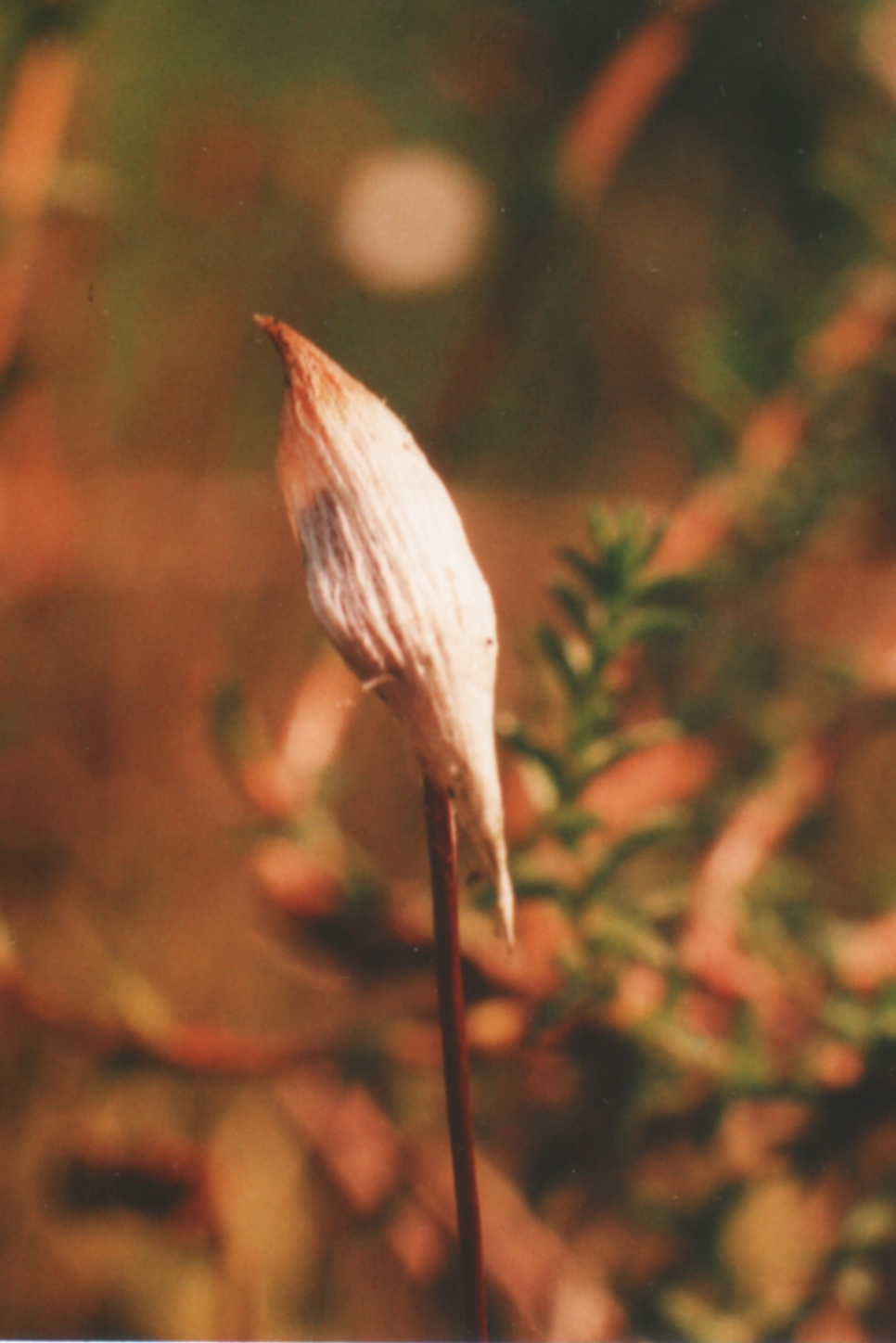
detail sporogoon met huikje

Het echt zandhaarmos vormt losse, stugge zoden met groene tot roodbruine, tot 5 cm lange, rechtopstaande, onvertakte, stevige stengels. De stengelblaadjes kunnen meer dan 1 cm lang zijn, smal lancetvormig en eindigend op een bruine stekelpunt, de verlengde top van de bladnerf. De bladrand is smal, gaafrandig en naar binnen omgeslagen. Bij vochtig weer staan de blaadjes alzijdig afstaand, bij droogte plooien ze zich opwaarts rond de stengel.
Echt zandhaarmos is een tweehuizige plant. De mannelijke planten ontwikkelen bruingroene antheridiënbekers of perigonia.
De sporofyt bestaat uit een sporenkapsel of sporogoon op een stevige, tot 5 cm lange gele tot roodbruine kapselsteel. De sporogonen zijn langer dan breed, met vier overlangse ribben, en gaan bij rijpheid knikken. Jonge sporenkapsels worden bedekt door een puntig, wit tot lichtbruin behaard huikje.

## Onderverdeling
Veenhaarmos (P. juniperinum var. affine (Funck) Brid.) is een variëteit van het echt zandhaarmos met forsere planten, die enkel in zeer natte biotopen zoals in laagveengebieden voorkomen.

## Habitat
Echt zandhaarmos vormt uitgestrekte, vlakke zoden op open plaatsen op droge tot licht vochtige, kalk- en kleiarme bodems, voornamelijk in droge heide, duinen en zandverstuivingen, maar ook wel op schrale bermen, zandige bospaden, brandplaatsen, puinkegels en onbeschutte zandsteen- en silicaatrotsen. Vaak in het gezelschap van ruig haarmos (P. piliferum), grijs kronkelsteeltje (Campylopus introflexus) en met Cladonia-soorten.

## Verspreiding en voorkomen
Echt zandhaarmos is algemeen voorkomend en wereldwijd verspreid met inbegrip van Antarctica, van het laagland tot in het hooggebergte.

## Verwante en gelijkende soorten
Echt zandhaarmos verschilt van:
- ruig haarmos (P. piliferum) door de langere blaadjes, de bruine bladstekel in plaats van de witte glashaar, en de bruingroene in plaats van felrode perigonia.
- gewoon haarmos (P. commune) en fraai haarmos (P. formosum) door de ongetande bladrand.

... · P. alpinum (berghaarmos) · P. commune (gewoon haarmos) · P. commune for. fastigiatum (gewoon haarmos vertakt) · P. commune var. humile (doorgroeid haarmos) · P. commune var. perigoniale (gedeukt haarmos) · P. formosum (fraai haarmos) · P. formosum for. fastigiatum (fraai haarmos vertakt) · P. juniperinum (echt zandhaarmos) · P. juniperinum var. affine (veenhaarmos) · P. longisetum (gerand haarmos) · P. piliferum (ruig haarmos) · P. uliginosum (bulthaarmos) · ...